# Team Coast
Team Coast, Team Bianchi in 2003, was een Duitse wielerploeg die in 2000 werd opgericht door Günther Dahms. Drie jaar later werd de ploeg opgeheven.

## Geschiedenis
Team Coast begon als een Duitse continentale ploeg die naar palmares enigszins onopvallende Duitse, Deense en Zwitserse renners bevatte. De bekendste naam die toen onder contract stond was de Deen Bekim Leif Christensen. Spaanse berggeiten als Manuel Beltrán, Aitor Garmendia, Ángel Casero en Felix García Casas kwamen er later bij. Colnago was destijds fietsleverancier. Vanaf 2002 nam Bianchi die taak over. Overwinningen bleven echter uit en daar kwam niet snel verandering in. Een jaar na de oprichting kocht Günther Dahms stevig in; men zou zich dat later financieel bekopen.
Toprenners als Fernando Escartín (podium in de Tour de France, top tien in alle Grote Rondes), en de Zwitsers Mauro Gianetti (Luik-Bastenaken-Luik en Amstel Gold Race in 1995) en Alex Zülle (tweevoudig winnaar van de Vuelta) waren de meest ronkende namen die voor Coast gingen rijden. De investeringen werden vanaf 2002 terugbetaald, hoewel deze toprenners een dagje ouder werden. Escartín stopte in 2002 met wielrennen bij Team Coast. Ook Gianetti zette er dat jaar een punt achter. Alex Zülle won in 2001 een etappe in Parijs-Nice. In 2002 won de Duitser Thorsten Wilhelms de allereerste Ronde van Qatar en Zülle won de Ronde van Zwitserland. In maart 2002 werd de Deen Frank Høj tweede in de Omloop Het Volk Gent–Lokeren. In een sprint met twee werd hij verslagen door Peter Van Petegem. De zegebalans werd opgekrikt, maar financieel kreeg de ploeg problemen.
In mei 2003 nam Bianchi de sponsoring over, nadat personeel maandenlang niet meer uitbetaald werd. Bianchi had in 2002 bij sommige koersen al op de truitjes gestaan. Uiteindelijk werd Dahms met zijn ploeg Coast geschorst. Bianchi nam de sponsoring hierna op zich. Het tij kon niet meer worden gekeerd. De Duitser Jan Ullrich (Tourwinnaar in 1997, Olympisch kampioen in Sydney 2000) had in 2003 een driejarig contract bij het nu "heropgerichte" Bianchi ondertekend, maar Ullrich beleefde op financieel vlak geen plezier aan het avontuur. Ullrich werd in 2002 door zijn werkgever Team Deutsche Telekom op de keien gezet na dopingperikelen; hij werd bovendien voor zes maanden geschorst door de internationale wielerbond UCI. De schorsing duurde tot het voorjaar van 2003.
Voormalig Nederlands wielrenner Jacques Hanegraaf, die teammanager werd van Bianchi, gooide Ullrich een reddingsboei uit zodat hij in 2003 toch de Tour de France kon rijden. Successen zijn de zege in de Ronde van Keulen en een tweede plaats in die Tour en het kleinste tijdsverschil ooit op een toen ongenaakbare Lance Armstrong, [i.e. op de Amerikaan die aanvankelijk zeven keer de Tour won, het kleinste tijdverschil is dat van acht seconden tussen winnaar Greg LeMond en Laurent Fignon in 1989]. Ullrich eindigde in Parijs op 1'03". Uiteindelijk had men anderhalf miljoen euro schuld aan Ullrich, die werd heraangeworven door Team Telekom. Aan het einde van het seizoen 2003 hield de ploeg onder de (legendarische) naam Bianchi definitief op te bestaan. De mooiste overwinning was een Touretappe met Jan Ullrich, een individuele tijdrit van Gaillac naar Cap Découverte waarin hij gele truidrager Lance Armstrong anderhalve minuut aansmeerde. De etappezege betekende dat Ullrich weer helemaal terug was in de strijd om geel.

## Bekende wielrenners
- Manuel Beltrán
- Ángel Casero
- Bekim Leif Christensen
- Fernando Escartín
- Felix García Casas
- Aitor Garmendia
- Mauro Gianetti
- Frank Høj
- Lars Michaelsen
- David Plaza
- Jan Ullrich
- Alex Zülle

## Belangrijkste overwinningen
2001
- 4e etappe Parijs-Nice: Alex Zülle

2002
- Eindklassement Ronde van Qatar: Thorsten Wilhelms
- 4e en 5e etappe Ronde van Romandië: Alex Zülle
- Proloog Ronde van Zwitserland: Alex Zülle
- Eindklassement Ronde van Zwitserland: Alex Zülle

2003
- 12e etappe Ronde van Frankrijk: Jan Ullrich
- Ronde van Keulen: Jan Ullrich

## Afbeeldingen

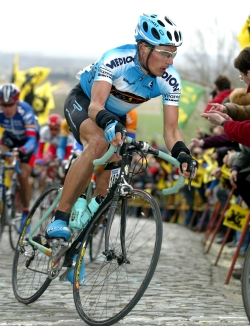
Raphael Schweda tijdens de Ronde van Vlaanderen 2002
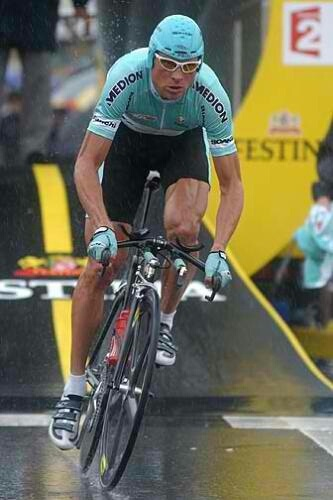
Jan Ullrich tijdens de Ronde van Frankrijk 2003
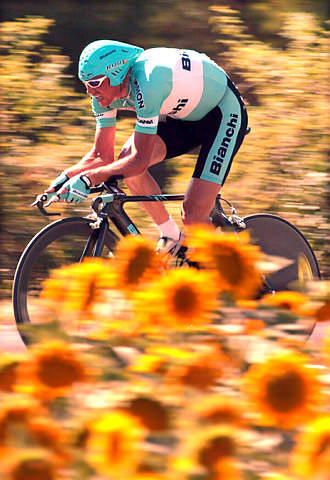
Ullrich op weg naar tijdritwinst in Cap Découverte